# Xanthorhoe sordidata
Xanthorhoe sordidata är en fjärilsart som beskrevs av Moore 1888. Xanthorhoe sordidata ingår i släktet Xanthorhoe och familjen mätare. Inga underarter finns listade i Catalogue of Life.